# جاناتا بروک
جاناتا بروک (انگلیسی: Jonatha Brooke؛ زادهٔ ۲۳ ژانویهٔ ۱۹۶۴) خواننده، ترانه‌سرا و گیتاریست سبک فولک راک اهل ایالات متحده آمریکا، ماساچوست است. موسیقی او ترکیبی از پاپ، راک و فولک است. او از اواخر دهه ۸۰ میلادی به عنوان خواننده و ترانه‌سرا فعالیت میکرده و از ترانه‌های او در تلویزیون و فیلم‌ها استفاده شده است.